# Карл Едуард фон Ліпгарт
Барон Карл Едуард фон Ліпгарт (нім. Karl Eduard Freiherr von Liphart, ест. Carl Eduard von Liphart; 1808 — 1891) — доктор медицини, колекціонер та історик мистецтва.

## Життєпис
Народився 16 травня 1808 року в Дерптському повіті Ліфляндської губернії в родині барона Карла Гаттарда фон Ліпгарта (1778—1853). Родина належала до давнього ліфляндського роду Ліпгартів. Його батько створив в 1829 році в Дерпті квартет, в якому в 1835—1836 рр. грав на скрипці молодий Фердинанд Девід, який в подальшому одружився з його донькою Софією.
Отримав медичну освіту в Берлінському університеті. В 1839 році одружився з Кароліною Біландт-Рейдт. Продовжив розпочате в XVIII ст. його дідом Рейнгольдом Вільгельмом Ліпгартом (1750—1829) колекціонування творів мистецтва. В 1843 р. разом з молодшим братом познайомився з художніми колекціями в Іспанії. В 1846—1862 мешкав в Дерпті. В 1863 р. через хворобу сина Ернста, родина Ліпгартів переїхала до Флоренції. До переїзду в Італію він переважно збирав старі гравюри та малюнки, частина яких була продана на аукціоні в Лейпцизі в 1876 році.
Став відомим спеціалістом з творів мистецтва італійського Віідродження. У Флоренції в 1871 році він познайомився з мистецтвознавцем Вільгельмом Боде, якого супровожував в його мандрах Італією і консультував з питань придбання творів італійського мистецтва для берлінських музеїв. Карл Ліпгарт також виступав консультантом-експертом графа Павла Сергійовича Строганова.
Помер в 1891 р. у Флоренції. 

## Родина
Ліпгарт позбавив свого сина Ернста спадкоємства в 1873 р. за перехід у католицтво для шлюбу. Незважаючи на це, його син став успішним художником, малюючи портрети (в тому числі і царя Миколи II). Пізніше він став керівником Ермітажу.

## Колекція
Після смерті барона колекція творів мистецтва була перевезена в родове помістя поблизу Дерпта — Ратсхоф, де вона доповнила родинне зібрання. В 1920 році колеція перейшла у власність Тартуського університету. Університет і досі зберігає це зібрання, що включає в себе приклади японського мистецтва та твори відомих європейських граверів кшталт Альбрехта Дюрера та Вільяма Хогарта.